# Parc d'État de Great Salt Lake
Le parc d'État du Grand Lac Salé est situé dans l'Utah. Il offre différentes activités de loisirs allant de la baignade à la navigation de plaisance.

## Géographie
Le parc est situé sur la côte sud du Grand Lac Salé à l'ouest de Salt Lake City.

## Faune et flore
À cause de la salinité de l'eau, le lac ne contient pas de poissons, les seuls animaux aquatiques présents sont des artémies.

## Informations touristiques
Le parc est accessible par l'Interstate 80, à 26 kilomètres à l'ouest de Salt Lake City.
Le parc dispose d'une marina de 300 emplacements.
L'entrée du parc est gratuite.